# 聖約翰科技大學
聖約翰科技大學（英語：St. John's University，縮寫SJU）升格於2005年，是一所位於中華民國臺灣新北市淡水區的科技大學，前身為成立於1967年之「新埔工業專科學校」(SJSMIT，St. John's & St. Mary's Institute of Technology)，名義上延續聖公會於上海創辦的聖約翰大學，現有工程學院、商管學院、民生與設計學院三個學院。
面臨近年臺灣少子化衝擊所致的招生與財務情況不佳，2022年12月聖約翰科技大學董事會改組，新任董事皆為新埔工專時期校友；捐贈校務基金以強化校務運作、改善教學品質，並結合校友企業提供「入學即就業」的互助互惠方案。

## 歷史
聖約翰科技大學前身「新埔工業專科學校」，為1967年9月美國聖公會台灣教區與上海聖約翰大學暨聖瑪利亞女校校友會在台共同創立。

### 在臺復校
新埔工專時期校徽 （页面存档备份，存于）
1965年，當時的創辦人聖公會臺灣教區主教王長齡博士提出倡議籌設建校，並集合來自基督教臺灣聖公會、上海聖約翰大學與聖瑪利亞女校在臺校友會等人的贊助資金。創校當時原本擬用「聖約翰大學」或工商學院名義申請在臺復校，然而當時中華民國教育部已終止開放設立新的私立大學。為配合當時國家經濟發展之需要及政府教育政策之要求改辦五年制工業專科學校，並於1967年開始招生。校名採用學校所在地淡水新埔仔，故命名為「新埔工業專科學校」（英文校名仍承併校宗旨，稱 St. John's and St. Mary's Institute of Technology）。建校時只設有工業設計科、工業管理科及機械工程科等三科。
1968年，增設電子工程科，工業管理科改名工業工程科。1969年，增設紡織工程科，工業設計科停招。1978年，增設電機工程科，紡織工程科停招。1983年，設立二專夜間部設電子工程科、工業工程科。1987年，工業工程科改名工業工程與管理科。
1988年，增設二專日間部電機工程科、電子工程科。1989年，增設二專日間部工業工程與管理科、夜間部機械工程科。1990年，增設二專日間部電子資料處理科。1991年，增設二專日間部機械工程科。

### 改名工商專科學校
1993年，因新增設商業課程，校名改為「新埔工商專科學校」。增設二專夜間部資訊管理科。電子資料處理科改名為資訊管理科。1996年，增設國際貿易科。1997年，電子科改制為電子工程系。增設日間部五專企業管理科夜間部二專國際貿易科、企業管理科。

### 改制技術學院
1999年，改制為「新埔技術學院」，開始招收大學部學生。機械科改制為機械系、工業工程與管理科改制為工業工程管理系、資訊管理科改制為資訊管理系。日間部增設二技學制，開始招生。夜間部改為進修部，及在職專班（每週六、日上課），在職專班增設二專，開始招生。成立全人教育中心。
2000年，進修部設立在職班（週一至週五夜間上課）二技、四技。在職專班增設二技，開始招生。日間部增設四技，開始招生。
2001年，增設資訊工程系、財務金融系，企業管理科改制為企業管理系、國際貿易科改制為國際貿易系。
2002年，增設自動化及機電整合研究所碩士班。停招日間部五專機械工程科、資訊管理科。
2003年，學校改名為「聖約翰技術學院」。同年，增設應用英語系、電腦與通訊工程系。停招日間部五專。
2004年，增設電機工程系碩士班、四技國際貿易系。停招進修部在職專班二專。

### 升格科技大學
2005年升格為聖約翰科技大學（並將校名的英文名稱改為St. John's University）。機械系改名機械與電腦輔助工程系。
2006年，增設電子工程系碩士班。成立工學院、商管學院、電資學院。2007年，增設工業工程與管理系碩士班。2008年，增設數位文藝系、行銷與流通管理系、休閒運動與健康管理系、企業管理系碩士班。國際貿易系改名國際商務系。成立人文社會學院。2009年，增設資訊工程系碩士班。人文社會學院改名人文與科學學院。2010年，增設電腦與通訊工程系碩士班。
2012年，增設時尚經營管理學士學位學程、創意設計學士學位學程、數位雙語觀光導覽學士學位學程。
2013年，增設醫護資訊學士學位學程、觀光與休閒管理系。時尚經營管理學士學位學程改名時尚經營管理系；創意設計學士學位學程改名創意設計系，停招數位雙語觀光導覽學士學位學程、國際商務系。
2014年8月1日，電腦與通訊工程系改名資訊與通訊系。停招財務金融系。企業管理系增設投資理財組、資訊管理系增設數位內容組。電子工程系取消民生應用電子組、資訊管理系取消休閒應用組、行銷與流通管理系取消觀光行銷組。
2015年，復招五專，計有工業工程與管理科、電子資訊科、應用英語科。停招電子工程系碩士在職專班。停招進修部行銷與流通管理系、時尚經營與管理系、應用英語系。企業管理系取消投資理財組、休閒運動與健康管理系取消複合式餐旅經營組、資訊管理系取消數位內容組、資訊與通訊系取消行動裝置應用組、資通訊網路應用組、電子工程系取消微電子組。
2016年，增設四技日間部多媒體設計系、老人服務事業系、五專部電機工程科。同年8月，調整學院系所架構，原隸工學院之機械與電腦輔助工程系及原電資學院，合併成立「工程學院」；原隸工學院之工業工程管理系，改隸商管學院；原隸人文與科學學院之應用英語系改隸商管學院；原隸工學院之創意設計系、原隸商管學院之觀光與休閒管理系、多媒體設計系改隸人文與科學學院。人文與科學學院改名「民生與設計學院」。
2017年，增設五專車輛工程科。全校各系取消分組。
2018年，停招醫護資訊學士學位學程。
2019年，停招數位文藝系、應用英語系。工業工程與管理系改名工業管理系。增設四技進修部機械與電腦輔助工程系、電機工程系、資訊工程系、資訊與通訊系。增設二專夜間部行銷與流通管理科。
2020年，新設人工智慧（AI）學位學程；停招資訊與通訊系四技日間部、資訊管理系四技日間部；停招五專部電機科、應用英語科；增設電子工程系二技進修部、創意設計系二技進修部、行銷與流通管理系二技進修部。
2020年，曾面臨積欠薪資與招生不足的問題，2020年10月6日，教育部已經裁處該校新臺幣10萬元罰鍰，並限期該校10月15日前改善「109學年度發生未依照《教師待遇條例》規定與教師完成協議前，即變更學術研究加給支給數額等情事。」
2021年 五專部停止招生；110 學年度四技日間部停招機械與電腦輔助工程系、企業管理系及行銷與流通管理系。
2022年 111 學年度「機械與電腦輔助工程系」改名為「機械與車輛工程系」；「老人服務事業系」改名為「樂齡福祉與健康促進系」；「休閒運動與健康管理系」與「觀光與休閒管理系」整併暨改名為「休閒運動與觀光管理系」；「工業管理系」與「行銷與流通管理系」整併為「工業管理系」；「電機工程系」與「電子工程系」整併為「電機工程系」；「資訊工程系」與「資訊與通訊系」整併為「資訊工程系」；停招資訊工程系四技進修部、時尚經營管理系四技日間部、創意設計系四技日間部。
2023年6月，與陽明交大、樺漢科技締結「國立陽明交通大學、聖約翰科技大學、樺漢科技（股）校校企策略聯盟」，推動三方資源共享，其中聖約翰學生也可前往陽明交大修課。
2022年12月中旬聖約翰科技大學董事會改組，全體9席董事皆為事業有成的新埔工專校友；將負責捐贈足額校務基金，強化校務運作、改善教學品質，並結合校友企業提供「入學即就業」的互助互惠方案。
2023年停招資訊工程系、機械與車輛工程系、企業管理系日間碩士班、創意設計系進修部二技、休閒運動與觀光管理系停招四技進修部、工業管理系四技日間部及碩士班、電機工程系進修部及日間部碩士班。聖約翰從此以後僅開設五個科系—電機工程系、工業管理系、多媒體設計系、休閒運動與觀光管理系及樂齡福祉與健康促進系，且僅招收193名新生，朝「小而美」辦學。

## 學校概要

### 校訓
『德以輔才，學以致用』為該校校訓，教育學生以德性為本，乃期學生能成為德才兼備，學用合一之專技與管理人才，並以陶冶學生具有修己善群之完整人格，於畢業後能用其所學，盡其所能，以服務社會，造福人群。

## 歷任董事長
| 任別 | 姓名     | 任期                   | 備註                                                                                           |
| ---- | -------- | ---------------------- | ---------------------------------------------------------------------------------------------- |
| 1    | 吳舜文   | 1966年7月-1967年7月    | 上海聖約翰大學畢業校友；曾任台元紡織董事長、中華汽車工業股份有限公司董事長、裕隆集團總裁。     |
| 2    | 王長齡   | 1967年8月-1970年4月    | 麻省理工學院畢業校友；台灣聖公會第一任主教。安葬於校內「降臨堂」。                             |
| 代理 | 葉公超   | 1970年4月-1971年2月    | 曾任外交部部長、行政院政務委員、僑務委員會委員長、駐美國大使、總統府資政。                     |
| 3    | 龐德明   | 1971年2月-1972年12月   | 上海聖約翰大學畢業校友；台灣聖公會第二任主教。                                                 |
| 4    | 辜嚴倬雲 | 1972年12月 -2018年5月  | 曾任中華民國基督教女青年會協會全國總會理事長、婦聯會主任委員、總統府資政、振興醫院榮譽董事長。 |
| 5    | 賴榮信   | 2018年5月 - 2020年3月  | 台灣聖公會第五任主教。                                                                         |
| 6    | 張員榮   | 2020年3月 - 2022年12月 | 首位校友董事長；台灣聖公會第六任主教。                                                         |
| 7    | 姚祖驤   | 2022年12月 - 至今      | 第2位校友董事長；亞翔工程（股）公司董事長。                                                    |

## 歷任校長
| 任別 | 姓名   | 任期                        | 備註 |
| ---- | ------ | --------------------------- | --- |
| 1    | 吳舜文 | 1967年8月-1972年7月         | 於1966年與台灣聖公會、聖約翰大學及聖瑪利亞女校在台校友們共同創辦新埔工業專科學校 〈2003年更名為聖約翰科技學院〉，其於1966年7月迄1967年7月擔任本校第一任 董事長，並續於1967年8月迄1972年7月出任第一任校長。 |
| 2    | 龐德明 | 1972年8月-1976年1月         | 台灣聖公會第二任主教 |
| 3    | 夏雨人 | 1976年2月-1985年2月         | 於民國65年2月迄74年7月接掌新埔工專校長一職，任內增設「電機工程科」以發展學制規模，並完成「電子工程館」、學生活動中心（卓民樓）、「倬雲游泳池」、「龐德明樓」及學生第五宿舍之興建，使本校各項教學、學生輔導活動與學生住宿生活設施益臻完備。                                                                                        |
| 4    | 葉基棟 | 1985年8月- 1989年7月        | 以「茍日新，又日新，日日新」之精神經營校務，戮力於本校整體規劃，積極籌劃教學大樓與工程館增建，任內先後完成機械工程館之興建及教學設備之充實、語言中心之遷移及設備之汰舊換新、豐富圖書館藏、修葺教職員與學生宿舍及改善學生膳食衛生。                                                                                                |
| 5    | 張中平 | 1989年8月- 2002年7月        | 擔任新埔技術學院校長期間，積極發展系科，使本校學制與規模趨於完整；並先後完成電機與資訊大樓、學生活動中心、商業管理大樓、圖書資訊館等教學研究大樓建設，成立全人教育中心。 |
| 6    | 楊敦和 | 2002年8月- 2008年7月        | 在其任內「新埔技術學院」更名為「聖約翰技術學院」，並將技術學院升格為科技大學。曾任天主教輔仁大學法律學院院長、天主教輔仁大學第4任校長 |
| 7    | 陳金蓮 | 2008年8月- 2016年7月        | 曾任國立臺灣科技大學電子系主任、電資學院院長、教務長、副校長。 |
| 8    | 艾和昌 | 2016年8月- 2020年7月        | 首位校友校長。曾任國立高雄應用科技大學特聘教授、模具工程系教授、研發長、系主任暨應用工程科學所所長；經濟部能源委員會太陽光電發電示範系統設置補助作業之書面評選及查驗委員、經濟部100年再生能源躉購費率委員、經濟部中小企業創新研發計畫（SBIR）機械領域之審查委員；財團法人車輛研究測試中心「創新前瞻技術研究計畫」指導委員等職務。 |
| 9    | 黃宏斌 | 2020年8月-2022年7月14日     | 2022年7月14日黃宏斌校長因個人因素請辭。曾任國立臺灣大學生物環境系統工程學系教授、系主任、國立臺灣大學農業試驗場副場長、國立臺灣大學學務長、國立臺灣大學軍訓室主任、國立臺灣大學課外組主任等職務。 |
| 代理 | 張文宇 | 2022年7月19日-2022年11月4日 | 聖約翰科技大學學術副校長、聖約翰科技大學電機工程系教授，曾任工程學院院長、電資學院院長、電機工程系系主任等職務。 |
| 10   | 張文宇 | 2022年11月4日-2023年7月31日 | 聖約翰科技大學電機工程系教授，曾任聖約翰科技大學代理校長、學術副校長、工程學院院長、電資學院院長、電機工程系系主任等職務。 |
| 11   | 唐彥博 | 2023年8月1日-至今           | 曾榮獲私立學校十大傑出校長獎、教育部師鐸獎...等獎項，是現任大專校院校長中唯一擔任5所大學的校長 |

## 學院系所
| 智慧科技學院 | 電機工程系（日四技、碩專班） |

| 商管學院 | 工業管理系（進修二專、進修二技) |

| 樂活設計學院 | 休閒運動與觀光管理系（日四技） | 多媒體設計系（日四技） | 樂齡福祉與健康促進系（日四技） |

## 著名校友
- 姚祖驤（亞翔工程 董事長）
- 朱復銓（樺漢科技 董事長）
- 曾鴻鍊（諾霸精密機械 董事長）
- 羅文進（易發精機 董事長）
- 卓豐閔（車麗屋 董事長）
- 陳萬來（振躍精密滑軌 董事長）
- 沈裕雄（臺雅集團 董事長）
- 奚志雄（信昌機械 董事長）
- 彭武棟（基銓企業 董事長）
- 周哲弘（世祥汽材 總經理）
- 王勇祥（造隆公司 董事長）
- 顧大為（聯發科 共同營運長）
- 陳劍威（撼訊科技 總經理）
- 葉正賢（茂迪集團 總經理）
- 許祐嘉（華碩電腦 全球副總裁）
- 簡展穎（全國農業金庫 董事長）
- 張員榮（台灣聖公會 主教）
- 陳銘吉（大聯大集團品佳 董事長）
- 楊繼盛（達文西機器手臂瑞士商直覺 副總裁）
- 游森林（弘瀚實業 董事長）
- 林政邦（奧爾斯管理顧問  董事長）
- 李輝達（馬來西亞杜甫科技 董事長）
- 杜黃旭（汎德永業汽車 執行董事）
- 陳定宇（樺美食品 總經理）
- 張旭明（豐梵(中國)商貿 總裁）
- 楊慶煜（國立高雄科技大學 校長）
- 張譽興（花蓮客運 董事長）
- 許公任（振大環球 董事長）
- 柯佳仁（高衣國際 董事長）
- 林玉霖（福麟系統整合 總經理）
- 吳進忠（台電公司 副總經理兼數位長）
- 謝明益（凱擘  總經理）
- 釋見燈（中台禪寺 榮譽方丈）
- 楊登嵙（名門易理國際 董事長）
- 蔡明里（緯來體育台 主播）
- 陳昭榮（知名本土劇演員）
- 盧廣仲（知名創作歌手及演員）
- 簡沛恩（樂陶國際餐飲 總經理）
- 王俊傑（香蕉，知名自媒體創作者）

## 國際交流姐妹校
- 美国 加州州立大學聖馬科斯分校(California State University San Marcos)
- 美国 協和大學威斯康辛分校(Concordia University Wisconsin)
- 美国 美國天主教大學(The Catholic University of America)
- 美国 匹茲堡州立大學
- 美国 美利堅天主教大學(The Catholic University of America)
- 美国 聖道大學(University of the Incarnate Word)
- 加拿大 西三一大學
- 日本 立教大學
- 日本 法政大學
- 日本 早稻田大學
- 日本 桃山學院大學
- 日本 靜岡理工科大學(Shizuoka Institute of Science and Technology)
- 聖公會大學(Sunkonghoe University)
- 旋濱大學(Swinburne University)
- 瑞士工商酒店管理學院
- 越南 河內經營管理大學(Hanoi University of Business and Management)
- 越南 河內百科大學(Hanoi University of Technology)
- 越南 胡志明百科大學(Ho Chi Minh university of Technology)
- 英国 皇后大學(Queen's University Belfast)
- 英国 約克聖約翰學院(York St John University College)
- 海地 Episcopal University
- 香港 匯知中學
- 香港 李求恩紀念中學
- 香港 聖公會聖三一堂中學
- 香港 聖公會聖本德中學
- 香港 聖公會呂明才中學

## 参見
- 臺灣大專院校退場
- 發展典範科技大學計畫
- 獎勵大學教學卓越計畫
- 圣约翰大学 (上海)
- 在台復校

## 歷年日間部師生比及新生註冊率
- 112學年度日間部學生人數412，專任老師人數59，日間部師生比6.98（學生數/老師數）。

- 112學年度新生註冊率65.03%。
- 113學年度新生註冊率62.43%。

## 外部連結
- 聖約翰科技大學 官方網站 （页面存档备份，存于）
- 聖約翰科技大學 St. John's University的Facebook專頁
- 聖約翰科技大學校友總會

1. ↑  .   [2023-01-01]. （原始内容存档于2023-01-01）.
2. ↑  教育部新生(含境外生)註冊率-以「校」統計
 （页面存档备份，存于）